# Krig (film)
Krig är en svensk-dansk dramafilm som hade premiär i Sverige den 27 oktober 2017. Filmen är regisserad av Goran Kapetanovic, med manus skrivet av Jannik Tai Mosholt. Producenter är Per Janérus och Rodrigo Villalobos Cáceres.

## Handling
Filmen handlar om Malte (Loke Hellberg). Han är elva år gammal och har intresserat sig för krigsstrategier och spelteori. Den mesta av tiden tillbringar han med att läsa och leka med tennsoldater. När Malte och hans mamma (Malin Levanon) tvingas flytta till ett annat förortsområde märker han att det finns två rivaliserande gäng i det nya området. Malte ser här sin möjlighet att omsätta sina teoretiska kunskaper kring strategi och spelteori i praktiken.

## Om filmen
Krig har visats i SVT, bland annat i mars 2020.

## Rollista (i urval)
- Loke Hellberg – Malte
- Alfred Kolgjini - Fritz
- Meja Björkefall – Mira
- Emilio Silva – Omar
- Malin Levanon – Emma
- Esmeralda Brandt Kinberg – Tina
- Hanna Tahiri – Leyla
- Knut Körsell – William
- Milan Dragisic – Lärare